# 為罪懺悔

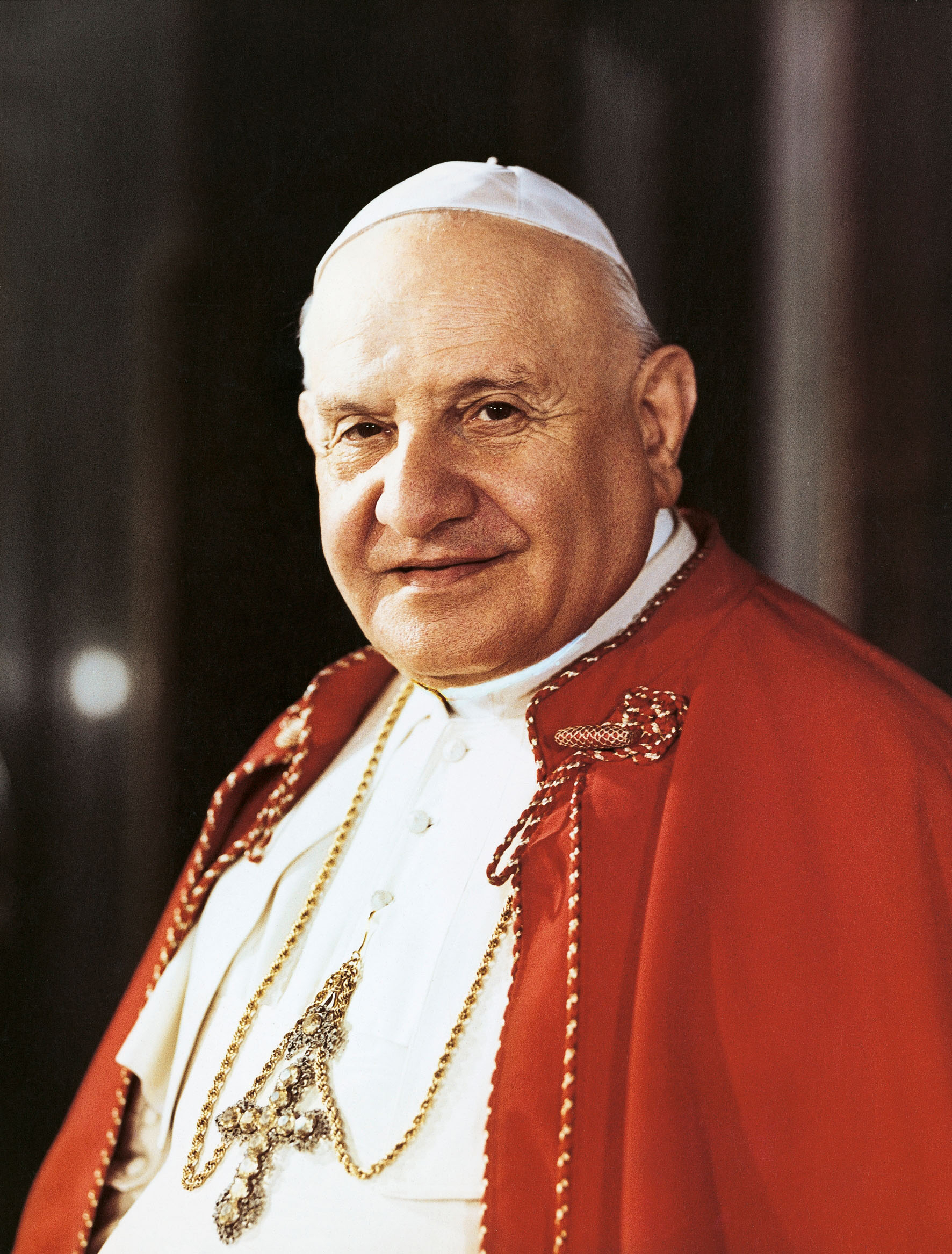
教宗若望二十三世

《為罪懺悔》（拉丁語：Paenitentiam agere）是教宗若望二十三世於1962年7月1日發出的教宗通諭。這是若望二十三世任內第6道通諭，內容是有關懺悔。

## 內容
這道教宗通諭連同引言共43段，教宗向教徒談及懺悔、義務工作和梵蒂岡第二次大公會議。

## 資料來源
1. 1 2  Ioannis PP. XXIII. . The Holy See. 1962-07-01  [2017-06-21]. （原始内容存档于2017-03-31） （拉丁语）.